# Abanto-Zierbena
Abanto-Zierbena, nome ufficiale e in basco, e Abanto y Ciérvana in castigliano, è un comune spagnolo di 9 036 abitanti situato nella comunità autonoma dei Paesi Baschi.

Le principali attività produttive sono la pesca, estrazione del ferro e l'industria degli esplosivi.

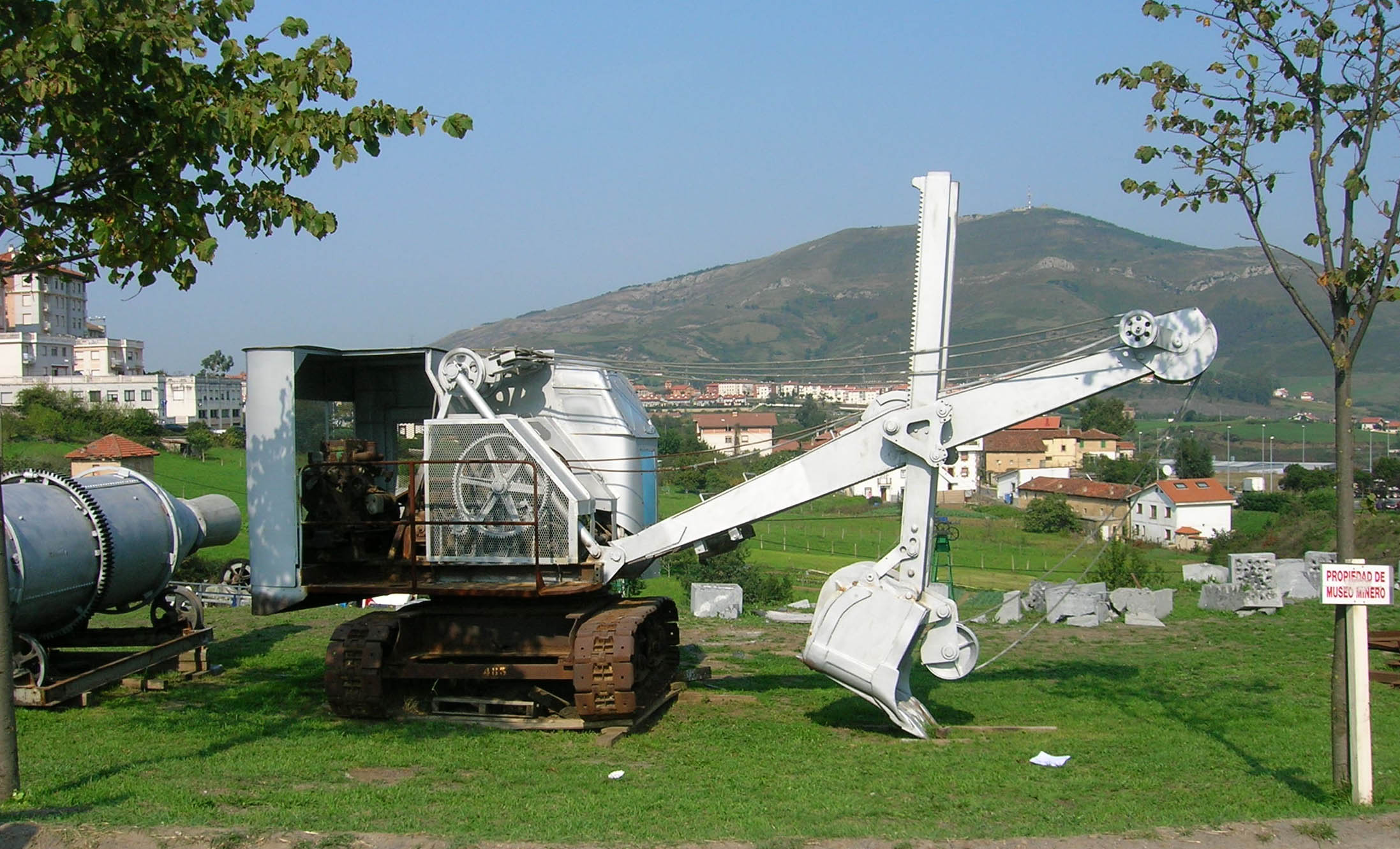
Museo Minerario de Gallarta.

## Variazioni
Nel 1996 il territorio comunale venne suddiviso e parte di esso divenne del nuovo comune di Zierbena.